# High Speed Civil Transport

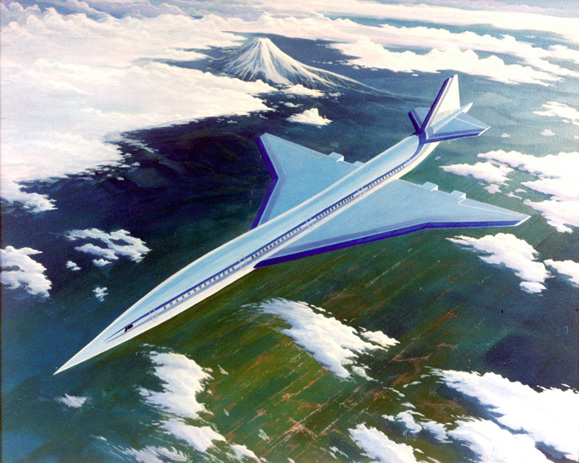
Rendering della NASA per un aereo da trasporto supersonico civile

Il progetto High Speed Civil Transport (o HSCT), fu un programma di ricerca condotto negli anni novanta dalla NASA per un aereo da trasporto supersonico in grado di volare a Mach 2 con un ridotto impatto ambientale ed economicamente sostenibile.

## Storia del progetto
Dopo la cancellazione del progetto dell'aereo supersonico civile Boeing 2707 avvenuta nel 1971, la NASA finanziò un programma più limitato per la ricerca di soluzioni tecnologiche applicabili al trasporto supersonico denominato Supersonic Cruise Aircraft Research (SCAR) ma che venne anch'esso cancellato nel 1981.
Nel 1990, sulla scia dell'emergente interesse europeo e giapponese per un velivolo da trasporto supersonico di seconda generazione, venne finanziato un terzo programma di ricerca chiamato High Speed Research (HSR) con l'obiettivo di rendere disponibili alle industrie aeronautiche statunitensi le tecnologie che avevano fino ad allora precluso la diffusione di velivoli supersonici civili a causa del loro impatto ambientale e degli alti costi di esercizio.

### HSRPhase I

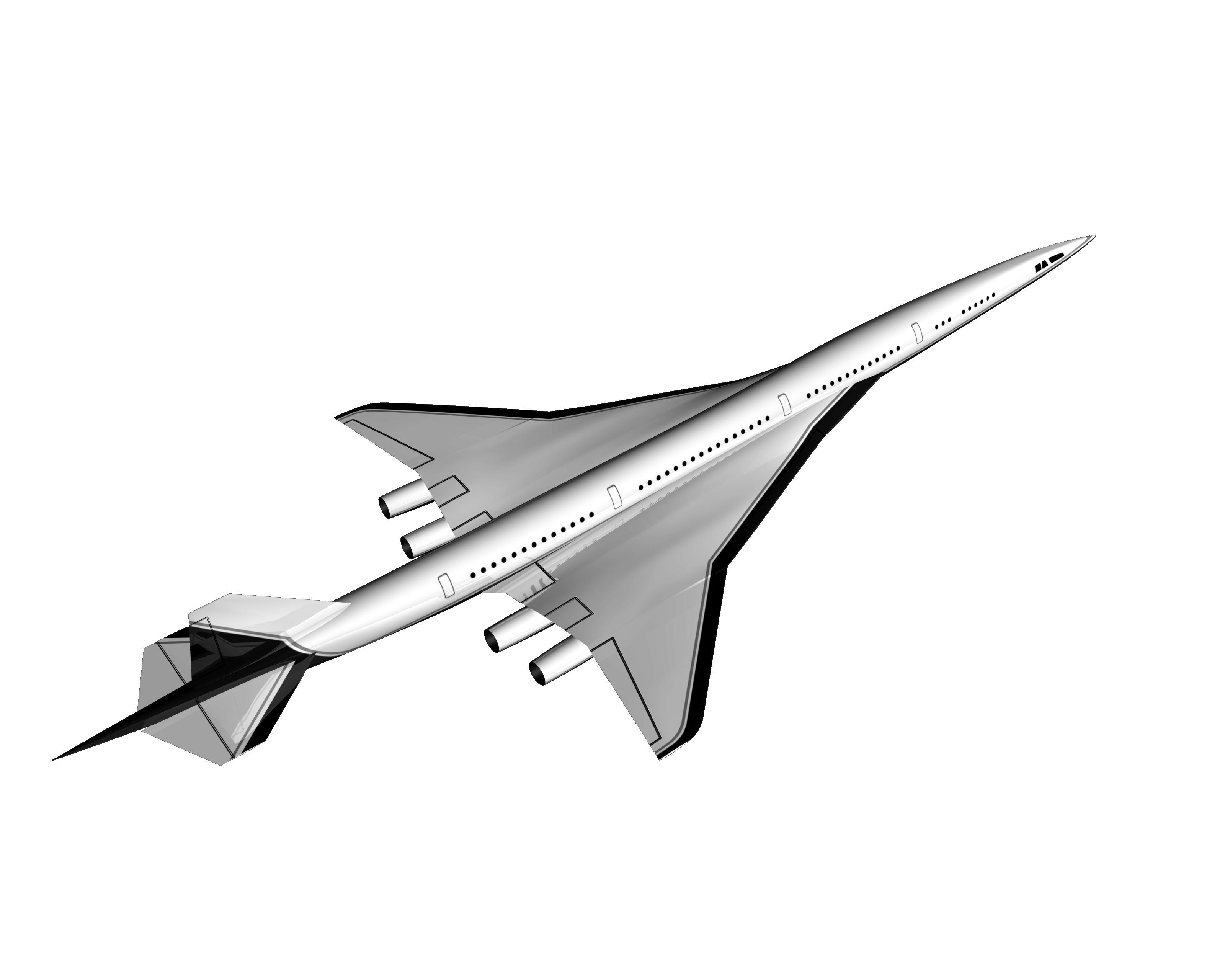
Rappresentazione grafica di HSCT pubblicata dalla NASA nel luglio 1998

Nella prima fase del programma, furono delineate le prestazioni di massima di questo velivolo di nuova generazione, che avrebbe dovuto essere in grado di trasportare 300 passeggeri solcando l'Atlantico o il Pacifico nella metà del tempo impiegato da un aereo da trasporto subsonico, con, al massimo, un incremento del 20% nel prezzo del biglietto. Furono scambiate informazioni con industrie e università coinvolte nei precedenti programmi analoghi, in particolare sui problemi relativi alle emissioni atmosferiche, al rumore ed ai boom sonici. I primi risultati mostrarono che la tecnologia era matura per risolvere i problemi degli inquinanti e del rumore nelle vicinanze degli aeroporti, ma rimanevano le limitazioni per il volo supersonico su aree abitate.

### HSRPhase II
Nel 1995 venne dato il via alla seconda fase, incentrata sulla sostenibilità economica del progetto. In particolare furono proposte tecnologie in grado di abbattere i pesi del 30-40%, di ridurre la resistenza aerodinamica e nuovi propulsori più efficienti in grado di estendere l'autonomia.
Per studiare forme in grado di attenuare i boom sonici furono introdotti nuovi strumenti di calcolo come la fluidodinamica computazionale che, uniti alle sempre necessarie prove in gallerie del vento e a scala naturale con voli supersonici di SR-71 e F-16XL, portarono a profili di nuova generazione con impronta sonora ridotta, specialmente nelle interazioni tra gondole motore, ali e fusoliera.
L'F-16XL fu anche utilizzato per sperimentare tecniche di aspirazione dello strato limite per ridurre la resistenza aerodinamica, ma le dimensioni ridotte del velivolo non permettevano di verificare la validità dei risultati con aerei di dimensioni molto maggiori. Per questo fu deciso di impiegare un Tupolev Tu-144LL come laboratorio volante tra il 1996 ed il 1998.

### Fine del programma
Verso la fine degli anni novanta la Boeing, pressata dai problemi di produzione dei suoi aerei da trasporto subsonici (Boeing 777 in primis), dai problemi organizzativi dovuti alla fusione con la McDonnell Douglas, e dal ritardo nella soluzione dei problemi tecnologici relativi in particolare ai motori, al rumore ed ai sigillanti dei serbatoi alari, ridusse il personale dedicato all'HSCT da 300 a 50 fra tecnici ed ingegneri, spostando dal 2010 al 2020 la data di eventuale ingresso in servizio. Anche a seguito di questo ritardo, la NASA, nel 1999, decise di chiudere il programma HSR dirottando i fondi stanziati sul budget della Stazione spaziale internazionale, in modo da recuperare i fondi necessari a compensare i ritardi della parte russa.